# 눈잣나무
눈잣나무는 소나무속에 속하는 나무이다. 북반구에서 자라는 나무로 서식지는 한반도, 중국 동북부, 러시아극동, 시베리아, 사할린, 아무르, 우수리, 북해도, 일본 본토 북부지방 등지이다. 남한에서의 자생지는 설악산이 유일하며 북한에서는 개마고원, 백두산 등 고산지대에 분포하고 있다. 한반도에 분포하는 눈잣나무는 빙하기때 남쪽으로 이동한 것으로 추측된다.